# Cispia grisea
Cispia grisea är en fjärilsart som beskrevs av Semper 1899. Cispia grisea ingår i släktet Cispia och familjen tofsspinnare. Inga underarter finns listade i Catalogue of Life.